# Lab-on-a-chip

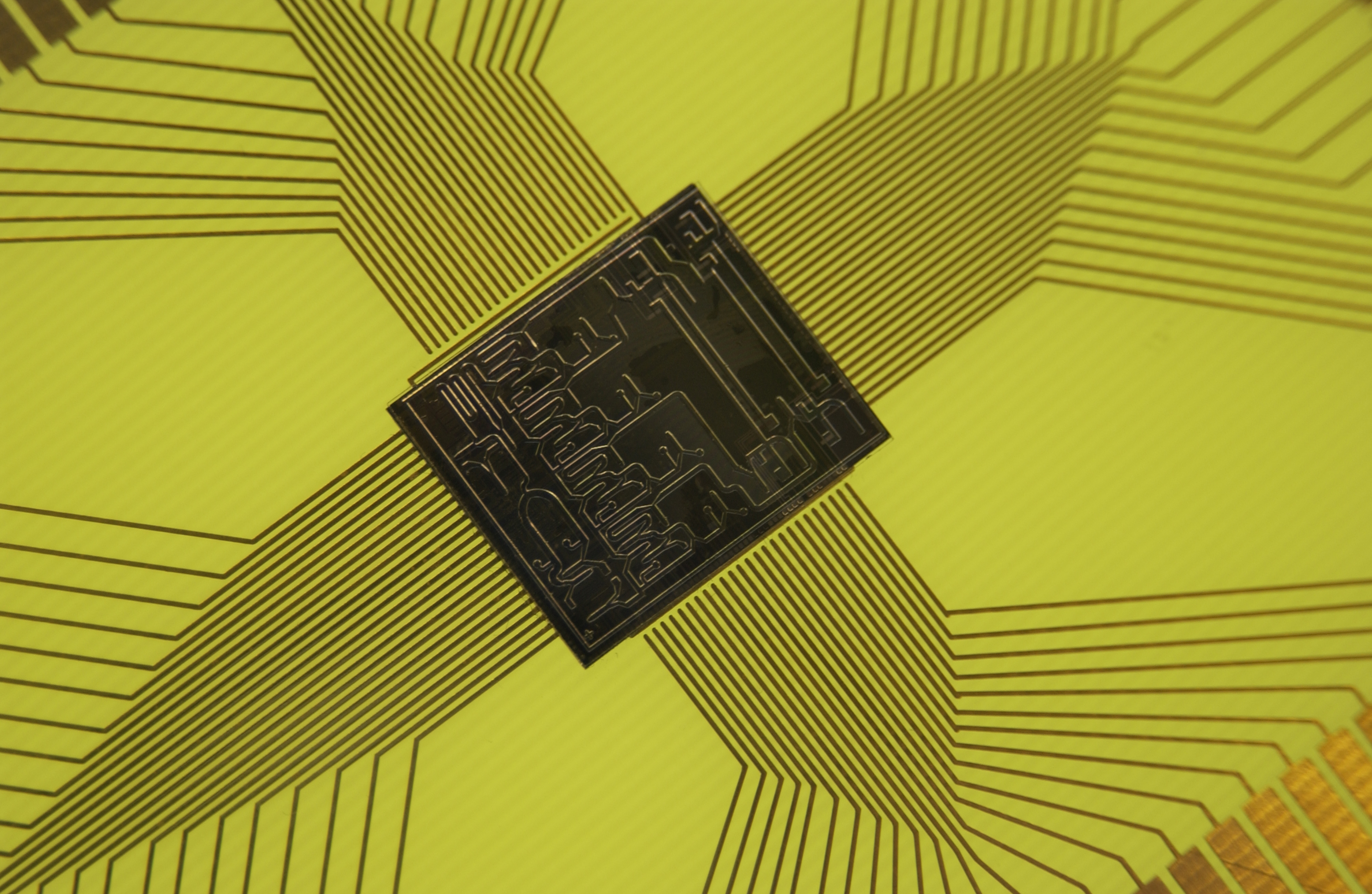
Xip de sistemes microelectromecànics, de vegades anomenat "laboratori en un xip".

Un lab-on-a-chip (amb acrònim anglès LOC) és un dispositiu que integra una o diverses funcions de laboratori en un únic circuit integrat (comunament anomenat "xip") de només mil·límetres a uns quants centímetres quadrats per aconseguir l'automatització i el cribratge d'alt rendiment. Els LOC poden gestionar volums de fluid extremadament petits fins a menys de picolitres. Els dispositius Lab-on-a-chip són un subconjunt de dispositius de sistemes microelectromecànics (MEMS) i de vegades anomenats "sistemes d'anàlisi total micro" (µTAS). Els LOC poden utilitzar la microfluídica, la física, la manipulació i l'estudi de petites quantitats de fluids. No obstant això, el "laboratori en un xip" estrictament considerat indica generalment l'escala de processos de laboratori únics o múltiples fins al format de xip, mentre que "µTAS" es dedica a la integració de la seqüència total de processos de laboratori per realitzar anàlisis químiques. El terme "lab-on-a-chip" es va introduir quan va resultar que les tecnologies µTAS eren aplicables per a més que només anàlisis. 
Després de la invenció de la microtecnologia (~1954) per a la realització d'estructures de semiconductors integrades per a xips microelectrònics, aquestes tecnologies basades en la litografia es van aplicar aviat també a la fabricació de sensors de pressió (1966). A causa del desenvolupament posterior d'aquests processos, normalment limitats amb compatibilitat CMOS, es va disposar d'una caixa d'eines per crear també estructures mecàniques de mida micròmetre o submicròmetre en oblies de silici: havia començat l'era dels sistemes microelectromecànics (MEMS).
Al costat dels sensors de pressió, sensors de coixins d'aire i altres estructures mòbils mecànicament, es van desenvolupar dispositius de manipulació de fluids. En són exemples: canals (connexions capil·lars), mescladors, vàlvules, bombes i dispositius dosificadors. El primer sistema d'anàlisi LOC va ser un cromatògraf de gasos, desenvolupat el 1979 per SC Terry a la Universitat Stanford. No obstant això, només a finals de la dècada de 1980 i principis de la dècada de 1990 la recerca LOC va començar a créixer seriosament, ja que uns quants grups de recerca a Europa van desenvolupar microbombes, sensors de flux i els conceptes per a tractaments integrats de fluids per a sistemes d'anàlisi. Aquests conceptes µTAS van demostrar que la integració dels passos de pretractament, normalment fets a escala de laboratori, podria estendre la funcionalitat del sensor senzill cap a una anàlisi de laboratori completa, incloent passos addicionals de neteja i separació.